# HD 93129
HD 93129 — двойная звёздная система в созвездии Киля. Это одна из самых мощных звёзд в Млечном Пути. Первый компонент — голубой гипергигант с массой и радиусом 120—127 и 25 солнечных соответственно и возрастом около миллиона лет. Второй компонент системы имеет похожие характеристики. Компоненты находятся на среднем расстоянии 8000 а.е. друг от друга и обращаются вокруг общего центра масс, совершая полный оборот за 50000 лет. Система находится примерно в 7 500 световых годах от Земли и расположена в диффузной туманности NGC 3372.

## Свойства
До сих пор неясен процесс образования таких массивных звёзд: образовались они изначально с такой же массой, или же появились путём слияния нескольких меньших звёзд.
Болометрическая светимость звезды превосходит солнечную более чем в 5 миллионов раз и приближается к верхнему пределу звёздной светимости. Абсолютная болометрическая звёздная величина HD 93129 приближается к −12,1m.
Огромная светимость звезды приводит к тому что давление света на её внешние слои становится сравнимым с силами тяготения и вызывает мощные выбросы вещества в виде звёздного ветра, который уносит вещество с интенсивностью 6,8⋅10-6 M⊙/год.

## Будущее
Учитывая большую массу звёзд, входящих в данную систему, через 2-3 миллиона лет более массивный HD 93129 A станет гиперновой с дальнейшим образованием чёрной дыры, согласно теории звёздной эволюции.